# Hogna teteana
Hogna teteana är en spindelart som beskrevs av Roewer 1959. Hogna teteana ingår i släktet Hogna och familjen vargspindlar.
Artens utbredningsområde är Moçambique. Inga underarter finns listade i Catalogue of Life.